# Dialetto primierotto
Il dialetto primierotto (primieròt) è un dialetto della lingua veneta (gruppo veneto settentrionale)  parlato nella valle di Primiero, nel Trentino. 
Si tratta in particolare di un dialetto imparentato con il feltrino rustico. Il primierotto è infatti di una parlata "rustica" con numerosi termini legati alla vita contadina, in particolare all'allevamento delle mucche. 
Una peculiarità di questo dialetto è anche la presenza di germanismi, dovuti alla lunga dominazione austriaca del Trentino, e quindi anche del Primiero.

## Storia e classificazione
La più importante, e attualmente unica, pubblicazione su questo dialetto è il Dizionario primierotto di Livio Tissot, uscito in due edizioni (1976 e 1995) e completato dalla prefazione del noto linguista Giovan Battista Pellegrini. Il primierotto fa parte dei dialetti veneti settentrionali (ovvero veneto-alpini) e si avvicina in particolare al tipo feltrino. L'Archivio glottologico italiano definisce anzi il primierotto come "quasi coincidente" col feltrino rustico.
Anticamente il dialetto aveva caratteristiche simili a quelle delle altre vallate dolomitiche ladine, ma le immigrazioni, l'attività mineraria e gli scambi commerciali le modificarono, senza cancellarle del tutto, tanto da essere ancora rintracciabili al giorno d'oggi; secondo Pietro Nicolao, dell'università degli studi di Padova, nel primierotto sono sì presenti elementi preromani, ladini e tedeschi, ma esso rimane un idioma fondamentalmente di origine latina e veneta, con limitata influenza trentina.
L'impianto ladino-veneto del dialetto del Primiero, già dominio dei vescovi di Feltre, non venne intaccato nemmeno durante l'appartenenza alla contea del Tirolo, anche se gli intensi scambi commerciali con l'area germanica hanno apportato al dialetto diversi germanismi. Dal secondo dopoguerra, anche il primierotto ha teso a impoverirsi con l'affermarsi dell'italiano, ma negli ultimi anni si sta assistendo a una certa rivalorizzazione tramite manifestazioni e pubblicazioni.

## Particolarità
- La vocale paragogica E, se posta alla fine della parola o della frase è spesso detta con tono accentuato e aperto: Mi no ghe n'impòde-é! (Non ne ho colpa).
- Particolarità unica è la collocazione del pronome all'interno della domanda: esso viene sempre posposto al verbo e messo alla fine della proposizione per aumentare l'accentazione del soggetto e del pronome: Saralo chi? (chi sarà?), Ghe la done a chi? (A chi la diamo?).[7]

### Fonologia (pronuncia)
- Come nel veneto settentrionale in generale esiste il suono /θ/, la fricativa dentale sorda (pronunciabile come la theta (θ) greca per esempio in Θερμοκρασία (thermokrasìa) o nel "think" inglese). Questo suono viene scritto con la lettera "Ẑ" o più spesso, seppur creando confusioni con il suono /t͡s/ presente nell'italiano, con la lettera Z;
- Buona parte delle 'D' intervocaliche vengono aspirate, ovvero pronunciate con /ð/, la fricativa dentale sonora, come la 'th' inglese (per esempio this).[8] e scritte con la lettera Đ
- Nelle influenze italiane la fonotassi del dialetto tende ad eliminare le due sillabe dell'accrescitivo oni, sostituendolo con il dittongo ói per il plurale; per esempio scarpon diventa scarpói, anche se nei sostantivi femminili plurali si conserva la caratteristica ladina della desinenza ogn;
- Allo stesso modo i trigrammi sci e sce vengono trasformate in si e se a causa dell'inesistenza della fricativa postalveolare sorda (ʃ): scemo diventa sèmo. Per questo, a volte la s viene anche leggermente allungata: piscina diviene pis(s)ina..

#### Consonanti
|               | Bilabiali | Labiodentali | Dentali | Alveolari | Postalveolare | Palatali | Velari | Labiovelari |
| Nasali        | m         |              |         | n         |               | ɲ        | (ŋ)    |             |
| Occlusive     | p b       |              |         | t d       |               | (c ɟ)    | k ɡ    |             |
| Affricate     |           |              |         | ʣ         | ʧ ʤ           |          |        |             |
| Fricative     |           | f v          | θ ð     | s z       |               |          |        |             |
| Approssimanti |           |              |         |           |               | j        |        | w           |
| Vibranti      |           |              |         | r         |               |          |        |             |
| Laterali      |           |              |         | l         |               |          |        |             |

#### Vocali
|             | Anteriore | Centrale | Posteriore |
| ----------- | --------- | -------- | ---------- |
| Alte        | i         |          | u          |
| Medio-alte  | e         | ə        | o          |
| Medio-basse | ɛ         |          | ɔ          |
| Basse       |           | a        |            |

## Differenze tra vari comuni
Ci sono nella valle di Primiero differenze di vocaboli tra i vari comuni. Le più evidenti si hanno nei comuni di Imèr, Mezzano e Siror.
Il dialetto parlato a Canal San Bovo presenta delle peculiarità proprie. Differisce da quello primierotto avvicinandosi maggiormente al dialetto della Valsugana e della Val di Fiemme. Presenta, infatti, a differenza del dialetto primierotto, la coniugazione dei verbi tipicamente trentina.
Un esempio evidente è rappresentato dalla parola che descrive la slitta tradizionalmente usata per trasportare il fieno: nel basso Primiero viene chiamata stròẑa, nell'alto Primiero slóiẑa e a Sagron Mis sluìẑa.

## Grammatica

### Verbi
Qui ci sono alcuni verbi che mostrano la costruzione di essi nelle varie coniugazioni.

#### Presente indicativo
| Verbo essere (èser) | Verbo avere (aér) | Verbo portare (portàr) | Verbo credere (créđer) | Verbo dormire (dromìr) |
| ------------------- | ----------------- | ---------------------- | ---------------------- | ---------------------- |
| Mi son              | Mi è/ò            | Mi porte               | Mi créđe               | Mi dròme               |
| Ti ti se            | Ti ti à           | Ti ti porti            | Ti ti cređi            | Ti ti dròmi            |
| El/ela el/la é      | El el à           | El el porta            | El el crét             | El el dròm             |
| Noi son             | Noi ón            | Noi portón             | Noi cređón             | Noi dromión            |
| Voi sé              | Voi aé            | Voi porté              | Voi cređé              | Voi dromì              |
| Lori i é            | Lori i à          | Lori i porta           | Lori i cret            | Lori i dròm            |

#### Imperfetto indicativo
| Verbo essere (èser) | Verbo avere (aér) | Verbo portare (portàr) | Verbo credere (créđer) | Verbo dormire (dromìr) |
| ------------------- | ----------------- | ---------------------- | ---------------------- | ---------------------- |
| Mi ère              | Mi aé             | Mi portée              | Mi cređée              | Mi dromìe              |
| Ti ti èri           | Ti ti aéi         | Ti ti portéi           | Ti ti créđi            | Ti ti dromìi           |
| El/ela el/la èra    | El el aéa         | El el portéa           | El el cređéa           | El el dromìa           |
| Noi arène           | Noi aène          | Noi portène            | Noi cređène            | Noi dromiène           |
| Voi arèđe           | Voi aèđe          | Voi portèđe            | Voi credèđe            | Voi dromièđe           |
| Lori i èra          | Lori i aéa        | Lori i portéa          | Lori i cređéa          | Lori i dromìa          |

#### Participio passato
Il participio passato si forma solitamente aggiungendo alla radice del verbo -ést, nella seconda coniugazione e -ìst, nella terza. Nel linguaggio parlato però i participi vengono abbreviati: ad esempio verdést diventa vèrt e rompìst diventa rot.
| Verbo essere | Verbo avere  |
| ------------ | ------------ |
| Stàt         | Bù (A)vu(to) |

#### Forma interrogativa
Per le frasi interrogative va aggiunta dopo il verbo una particella che varia a seconda della persona, ma è uguale per tutte le forme verbali. Nella seguente tabella gli esempi dei verbi essere e avere:
| Verbo essere | Verbo avere  |
| ------------ | ------------ |
| Son-e ... ?  | Ò-(p)e ... ? |
| Se-tu ... ?  | a-tu ... ?   |
| E-lo ... ?   | a-lo ... ?   |
| Son-e ... ?  | On-e ... ?   |
| Se-u ... ?   | Ae-u ... ?   |
| E-li ... ?   | A-li ... ?   |

## Germanismi
La secolare dominazione asburgica e gli scambi con le aree tedescofone hanno arricchito il primierotto di germanismi.
Si citano quali esempi cròfen (dolcetto di pasta lievitata a forma di
mezzaluna con marmellata, un tempo in occasione delle nozze, da Krapfen), chìbel "secchio" (da Kübel), cucàr "curiosare" (da gucken).
Altre voci di tipo amministrativo-militare sono: stèmpel "timbro" (da Stempel), patrona "cartuccia del fucile" (da Patrone), "Faifa" "pipa" (da Pfeife) e anche aisenpòn "ferrovia" (da Eisenbahn).

## Esempi in lingua

### Giorni della settimana
Luni, Marti, Mèrcol, Dòbia, Vèndre, Sàbo, Domenega.

### Stagioni
Aisùda, Istà, Ferdìna, Invèrn.

### Mesi dell'anno
Ðegnèr, Feorèr, Mèrẑ, Aorìl, Majo, Ðugn, Lujo, Agòst, Setember, Otober, November, Deẑember.

### Numeri
- Un, doi, trei, quatro, ẑinch, sie, set, ot, nóve, diése.
- Úndese, dódese, trédese, quatòrdese, quìndese, sédese, dissèt, disdòt, disnóve, vinti.
- Trenta;
- Quaranta;
- Ẑinquanta;
- Sesanta;
- Setanta;
- Otanta;
- Nonanta[12];
- Ẑènto;
- Dosènto;
- Mili;
- Domili;
- Diesemili;
- Ẑèntomili;
- 'N milion;
- 'N miliardo.

### Proverbi
- Mèio brusàr en paés che pèrder le tradiẑión.

#### Proverbi contadini
- Se el Sas Maór el à el capel, mola la falẑ e ciàpa el restel;
- Se el Sas Maór el à la ẑentura, el siegaδor el laora a man segura;
- De San Valantin, se guerna senẑa 'l lumin;
- Se la pióva la vien da Santa Catarina, ciapa el restèl e camìna.[13]

#### Proverbi meteorologici
- Se la piova la vien de Ẑarèđa, la vien co la ghèδa;
- Se la piova la vien dal Pavion, piova a balón;
- Se la piova la vien del Schenèr, la vien col stèr (staio o recipiente uguale a 19,16473 litri);
- Se la piova la vien de San Martìn, la vien col scuδelìn.

### Scioglilingua e filastrocche
- Ẑento ẑeste de ẑeule marẑe. ((IT) : Cento ceste di cipolle marce.)
- Tirìn, tirìn, tirìna / la vècia Giacomina /la lava le scuđèle, /la salva le pì burte, /la spaca le pì bèle, /despò la và in piaẑa, /la crompa la salata, /la tasta se la é bona /col far de 'na parona /e tuti i la minciona. / ((IT) : Tirìn, tirìn, tirìna, la vecchia Giacomina lava le scodelle, salva le peggiori, rompe le più belle, poi va in piazza, compra l'insalata, assaggia se è buona come fosse la padrona e da tutti vien burlata)